# Arnold Lazarus
Arnold Lazarus, nome completo Arnold Allan Arnie Lazarus (Johannesburg, 27 gennaio 1932 – Princeton, 1º ottobre 2013), è stato uno psicologo sudafricano.
È stato il creatore della Terapia Multimodale ed è considerato uno dei pionieri e dei maggiori esponenti della psicoterapia cognitivo-comportamentale. È stato professore presso diverse università anglosassoni, nonché professore emerito presso la Rutgers University. Ha fondato il Multimodal Therapy Institute ed il The Lazarus Institute.

## Biografia
Nacque da Benjamin e Rachel (Mosselson) Lazarus, ultimo di quattro figli. Si formò presso la University of the Witwatersrand a Johannesburg, dove conseguì il Ph.D. in psicologia clinica nel 1960, ed iniziò già negli anni cinquanta la carriera nella ricerca e nell'insegnamento, collaborando con il suo maestro Joseph Wolpe. Nel 1956 si sposò con Daphne Ann Kessel, con la quale ebbe due figli: Linda e Clifford. Nel 1959 cominciò la pratica privata a Johannesburg.
All'inizio degli anni sessanta l'attività professionale lo portò negli Stati Uniti, dove trascorse un primo anno nel 1963 in qualità di visiting professor presso la Stanford University, e dove si trasferì definitivamente nel 1966 con la famiglia.
In USA nei primi anni ricoprì vari incarichi: direttore del Behavior Therapy Institute a Sausalito nel 1966; professore di scienza del comportamento presso la Medical School della Temple University nel 1967; visiting professor di psicologia e direttore di formazione clinica presso la Yale University nel 1970.
Nel 1972, conseguito il diploma in psicologia clinica del American Board of Professional Psychology, riprese la pratica privata a Princeton. Inoltre iniziò una lunga attività presso la Rutgers University, in qualità di professore e presidente del dipartimento di psicologia. Presso la stessa università successivamente ricoprì altri incarichi e fu nominato professore emerito.
Nel 1976 fondò a Kingston, New Jersey, il primo dei Multimodal Therapy Institute.
Nel 2003, insieme al figlio Clifford e alla nuora Donna Astor-Lazarus, fondò il The Lazarus Institute a Skillman, New Jersey.
Afflitto da diverse malattie negli ultimi sei anni della sua vita, si spense presso il Medical Center della Princeton University.

## Contributo teorico alla Psicologia
Contribuì alla nascita ed alla evoluzione della psicoterapia cognitivo-comportamentale, partendo inizialmente dall'approccio comportamentista, che integrò successivamente con quello cognitivista, fino ad elaborare la Terapia Multimodale.
- Negli anni cinquanta, presso l'università di Witwatersrand a Johannesburg, fu allievo di Joseph Wolpe e collaborò con questi alle ricerche sulla desensibilizzazione sistematica, che venivano condotte operando esperimenti su animali.[1] Questa tecnica comportamentista era da loro utilizzata per curare ansie e fobie. A Lazarus viene attribuito il primo uso della tecnica nella terapia di gruppo; come pure il conio del termine behavior therapy, utilizzato in un articolo pubblicato nel 1958 sul South African Medical Journal. Nel 1966 Wolpe e Lazarus pubblicarono il volume Behavior Therapy Techniques.
- Durante gli anni sessanta, sulla base della propria esperienza clinica, Lazarus cominciò a considerare troppo limitato il trattamento basato sulla psicologia comportamentista, e iniziò ad includere nella pratica professionale alcune tecniche cognitiviste, già elaborate da psicologi come Albert Ellis. Il nuovo approccio fu riassunto nella pubblicazione pionieristica Behavior Therapy and Beyond del 1971, dove l'autore esponeva i principi di quella che sarebbe poi stata definita psicoterapia cognitivo-comportamentista.
- Negli anni settanta Lazarus spinse ancora avanti la propria ricerca, e arrivò a definire una nuova forma di psicoterapia che chiamò Multimodal Therapy. Una terapia poliedrica ed eclettica che esamina e cura il paziente, con un trattamento personalizzato, su diversi piani (i processi biologici, il comportamento, le convinzioni, le sensazioni, l'immaginazione, l'emotività, le relazioni interpersonali), utilizzando tecniche provenienti da un'ampia gamma di psicoterapie.[2] Presentò la nuova terapia nel volume Multimodal Behavior Therapy del 1976. Nello stesso anno fondò a Kingston, New Jersey, il Multimodal Therapy Institutes, primo di una serie di omonimi istituti successivamente aperti in altre città statunitensi.

## Riconoscimenti
Nel corso della carriera Lazarus ricevette numerosi riconoscimenti e premi da diverse organizzazioni come:
- American Psychological Association
- American Board of Professional Psychology
- Nicholas and Dorothy Cummings Foundation
- National Academy of Practice in Psychology
- American Board of Medical Psychotherapists
- Academy of Clinical Psychology.

## Opere
Scrisse oltre 350 articoli scientifici ed accademici e 18 libri, tra i quali si ricordano le opere teoriche:
- (EN) A. Lazarus e Joseph Wolpe, Behavior Therapy Techniques: A Guide to the Treatment of Neuroses, Pergamon Press, 1966.
- (EN) A. Lazarus, Behavior Therapy and Beyond, McGraw-Hill series in psychology, 1971,  p. 288, ISBN 978-0070368002.
- (EN) A. Lazarus, Multi-Modal Behavior Therapy, Springer, 1976.

Dal 1975 si dedicò anche alla divulgazione per il grande pubblico, pubblicando tra gli altri:
- (EN) A. Lazarus e Allen Fay, I Can If I Want To, Morrow, 1975.
- (EN) A. Lazarus, In the Mind's Eye: The Power of Imagery for Personal Enrichment, 1977.
- (EN) A. Lazarus, Marital Myths, Impact Pub, 1985,  p. 160, ISBN 978-0915166510.
- (EN) A. Lazarus, Clifford Lazarus e Allen Fay, Don't Believe It for a Minute! Forty Toxic Ideas That Are Driving You Crazy, Impact Publishers, 1993,  p. 192, ISBN 978-0915166800.

### Elenco delle pubblicazioni in italiano
Sono stati tradotti i seguenti volumi:
- A. Lazarus, La terapia multimodale. Una psicoterapia sistematica, articolata ed efficace, Astrolabio Ubaldini (Psiche e coscienza), 1989,  p. 260, ISBN 978-8834009703.
- A. Lazarus, L'occhio della mente. La forza dell'immaginazione per arricchire la personalità, M. Di Francesco (traduttore), Astrolabio Ubaldini (Cambiare se stessi), 1996,  p. 164, ISBN 978-8834008966.
- A. Lazarus, Ventiquattro miti che possono rovinare un matrimonio (o peggiorarne uno già in crisi), M. G. Scarabello (traduttore), Positive Press, 1996,  p. 160, ISBN 978-8886402187.
- A. Lazarus e Clifford N. Lazarus, Il tuo strizzacervelli portatile: 116 pillole di saggezza pronta all'uso per non uscire di testa, S. Crema (traduttore), Positive Press (Psicologia per tutti), 1998,  p. 207, ISBN 978-8886402392.
- A. Lazarus, Terapia breve e completa. L'approccio multimodale, P. Scilligo (a cura di), C. Caizzi (traduttore), LAS, 2003,  p. 192, ISBN 978-8821305214.